# Marina da Grécia e Dinamarca
Marina, Duquesa de Kent (em grego: Mαρίνα; romaniz.: Marína; Atenas, 1 de setembro de 1906 — Londres, 27 de agosto de 1968), foi a esposa do príncipe Jorge, Duque de Kent, filho do rei Jorge V do Reino Unido. Marina foi a última princesa de sangue real que entrou para a família real britânica. Nascida uma princesa da Grécia e Dinamarca, era filha do príncipe Nicolau da Grécia e Dinamarca e de sua esposa, a grã-duquesa Helena Vladimirovna da Rússia.

## Biografia

### Primeiros Anos

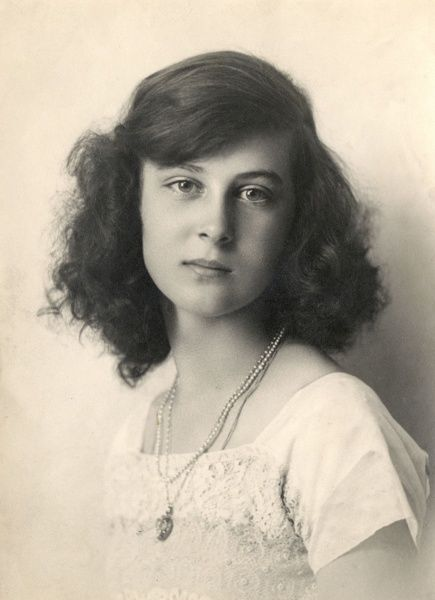
Marina na juventude c. 1920

A princesa Marina da Grécia e Dinamarca nasceu em 13 de dezembro de 1906 em Atenas, como filha do príncipe Nicolau da Grécia e Dinamarca e de sua esposa, a grã-duquesa Helena Vladimirovna da Rússia. Ela era a mais nova das três filhas do casal. Do lado paterno, Marina era neta do rei Jorge I da Grécia e da grã-duquesa Olga Constantinovna da Rússia; pelo lado materno do grão-duque Vladimir Alexandrovich da Rússia e da duquesa Maria de Mecklemburgo-Schwerin.
Ela foi batizada no final de 1906 e os seus padrinhos foram os reis Jorge I da Grécia e Eduardo VII do Reino Unido, a princesa de Gales e os seus tios, o príncipe André da Grécia e Dinamarca, o grão-duque Boris Vladimirovich da Rússia e a grão-duquesa Vitória Feodorovna da Rússia.
A primeira língua que Mariana falava era o inglês, idioma que a família real grega conversava entre si. Uma governanta inglesa ficou encarregada da educação da princesa. A menina herdou do pai o amor pelo desenho.
Em 1917, quando Marina tinha 10 anos, devido a um golpe de estado, a sua família foi forçada a emigrar para a Suíça e depois para França. Não havendo fundos suficientes, o príncipe Nicolau vendeu suas pinturas e deu aulas de pintura, enquanto que Helena Vladimirovna e as filhas, juntamente emigrantes brancos da Rússia costuravam. Entre seus novos conhecidos estava o estilista Edward Molino; alguns anos depois, a econômica rainha Maria o convenceu a costurar um enxoval para Marina por um preço simbólico. Em 1921, a família de Marina regressou à Grécia, mas a própria princesa permaneceu em Paris, onde continuou os seus estudos.

### Casamento

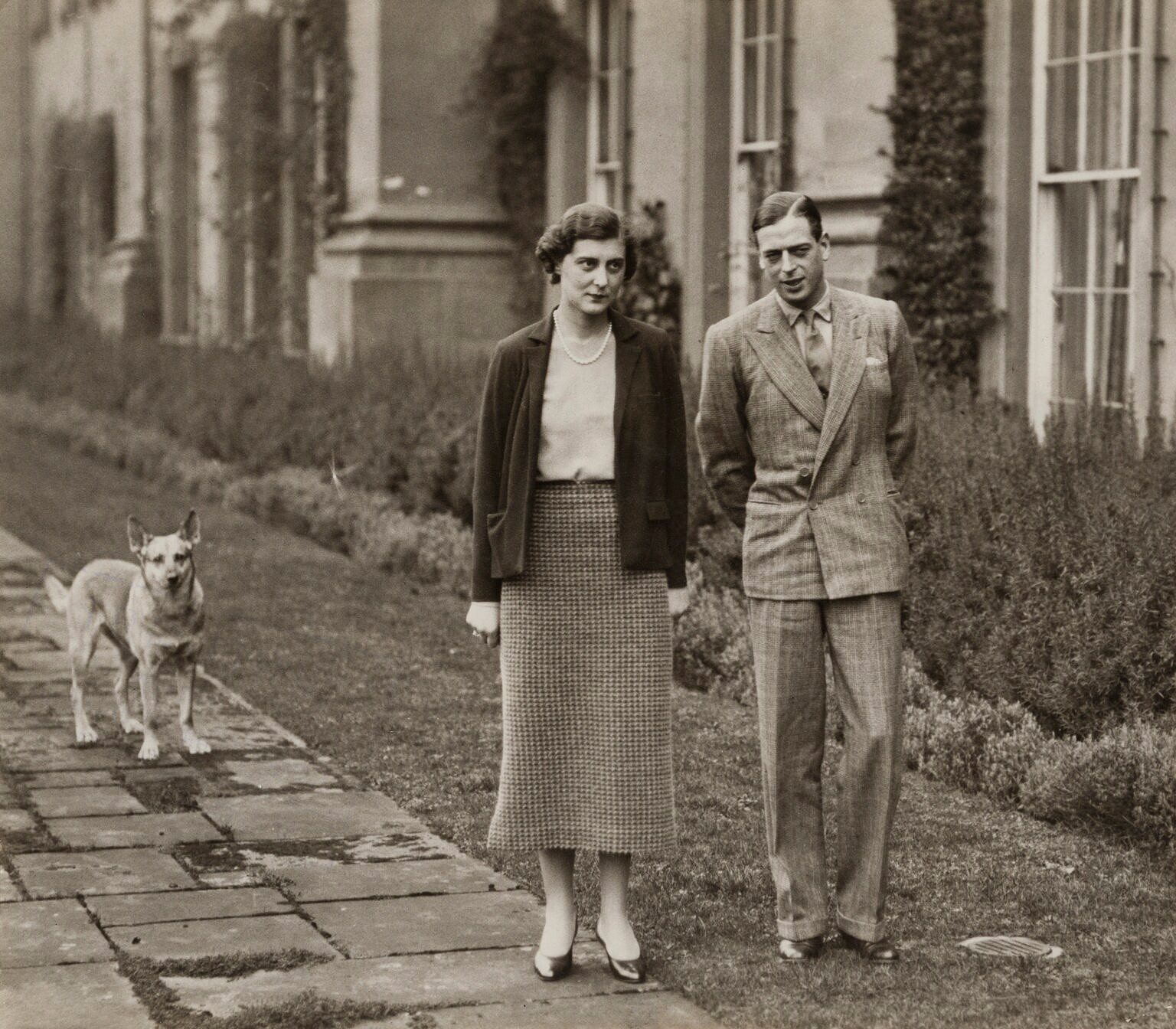
Marina e Jorge

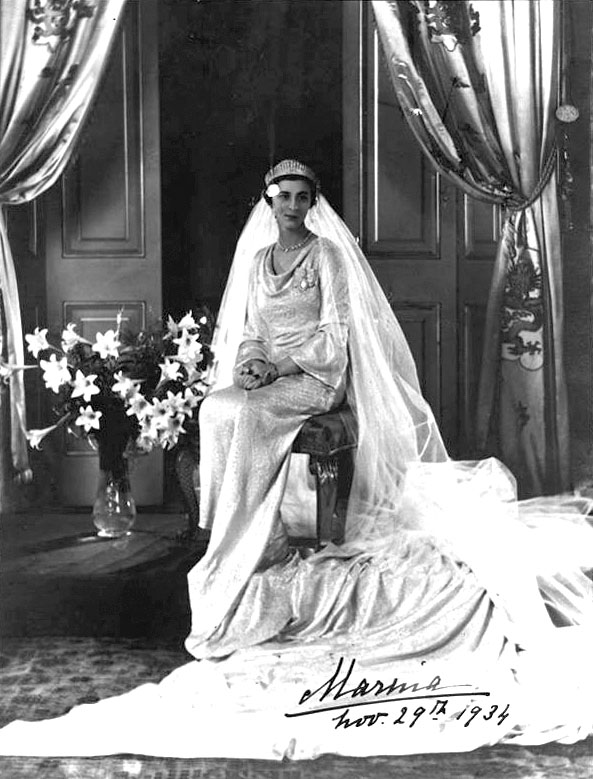
Marina em seu casamento

A princesa Marina conheceu seu futuro marido, o príncipe Jorge, em 1932, em Londres; o príncipe e a princesa eram primos de segundo grau. O noivado foi anunciado em 28 de agosto de 1934. Inicialmente, a tia de Jorge, a princesa Vitória, conspirava para casar Marina com o príncipe de Gales e casar Jorge com a prima de Marina, a princesa Irene da Grécia e Dinamarca. Mas no verão de 1934, um romance entre Jorge e Marina surgiu e o casal, tomado pela paixão, decidiu se casar, decisão que foi calorosamente bem recebida pelo rei e pela rainha.
Na véspera do casamento, o noivo recebeu os títulos de "Duque de Kent, Conde de St. Andrews e Barão Downpatrick". O casamento deles ocorreu na quinta-feira do dia 29 de novembro de 1934, na Abadia de Westminster, em Londres. Essa cerimônia foi seguida por uma celebração religiosa de rito ortodoxo grego na capela privada do Palácio de Buckingham. O público admirava o jovem casal: ele era um oficial da Marinha, imponente, loiro e alto; ela uma beleza icônica com cabelos escuros.
A noiva usava vestido de seda branco e prateado, costurado segundo desenhos de Molino por uma equipe de costureiras, que incluía, a pedido de Marina, emigrantes russos. As oito damas de honra incluíam as primas de Marina: as princesas Irene, Catarina e Eugênia da Grécia e Dinamarca, bem como a grã-duquesa Kira Kyrillovna da Rússia, a princesa Juliana dos Países Baixos, a sobrinha de Jorge, Isabel de Iorque, e as primas de Jorge, lady Iris Mountbatten e lady Mary Cambridge.
A Escola Real de Costura criou uma manta com o monograma de Marina para os noivos como presente de casamento. Marina tornou-se a última princesa de sangue real que entrou para a família real britânica. Após o casamento, Marina ficou conhecida como "Sua Alteza Real, a Duquesa de Kent."
Após o casamento, o casal residiu em uma mansão em Belgravia; além disso, também possuíam um chalé vitoriano perto de Iver, em Buckinghamshire, herdada da princesa Vitória, falecida em 1935. Apesar da bissexualidade e tendências homossexuais de Jorge , o casal teve um casamento feliz e tiveram três filhos:
- Eduardo, Duque de Kent, nascido em 9 de outubro de 1935.
- Alexandra de Kent, nascida em 25 de dezembro de 1936.
- Miguel de Kent, nascido em 4 de julho de 1942.

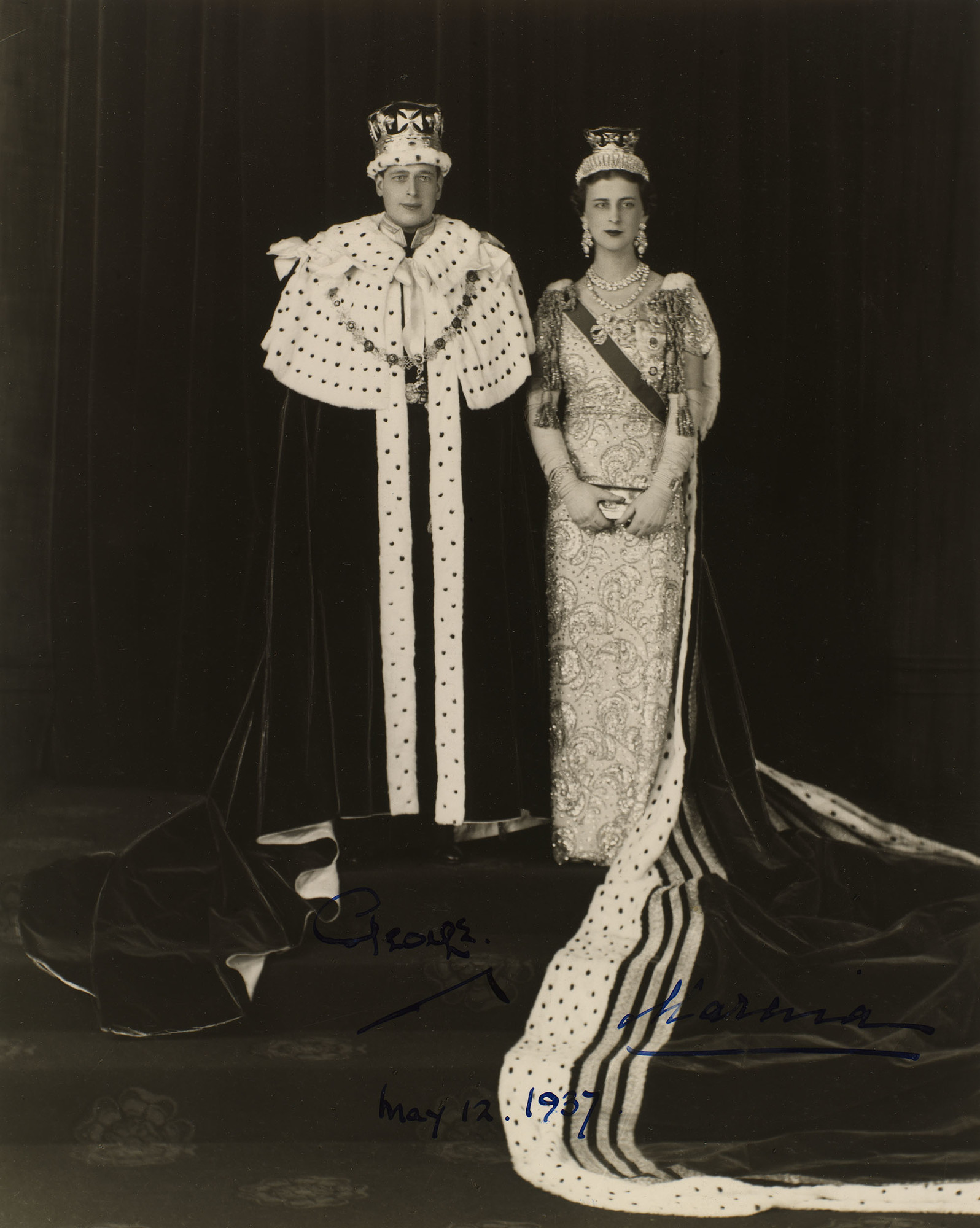
Marina e Jorge na coroação do rei Jorge VI, 1937

## Viuvez
Seis semanas após o nascimento do filho mais novo, em 25 de agosto de 1942, o marido de Marina morreu em um acidente de avião no norte da Escócia enquanto servia na Força Aérea Real. 
Após a morte do príncipe Jorge, a cobertura de suas despesas pela Civil list para manutenção de sua família foi cancelada. A princesa Marina recebeu apenas um modesto subsídio da família real. Isto forçou-a, cinco anos após a morte do marido, a colocar sua propriedade em leilão na Christie's. O leilão ocorreu em março de 1947. A receita total do leilão foi de 92,3 mil libras. A duquesa Marina, escreveu ao biógrafo Hugo Vickers que tornou-se "a única viúva de guerra na Grã-Bretanha que teve de pagar imposto sobre herança." Apesar disso, Marina continuou a servir como representante da família real.

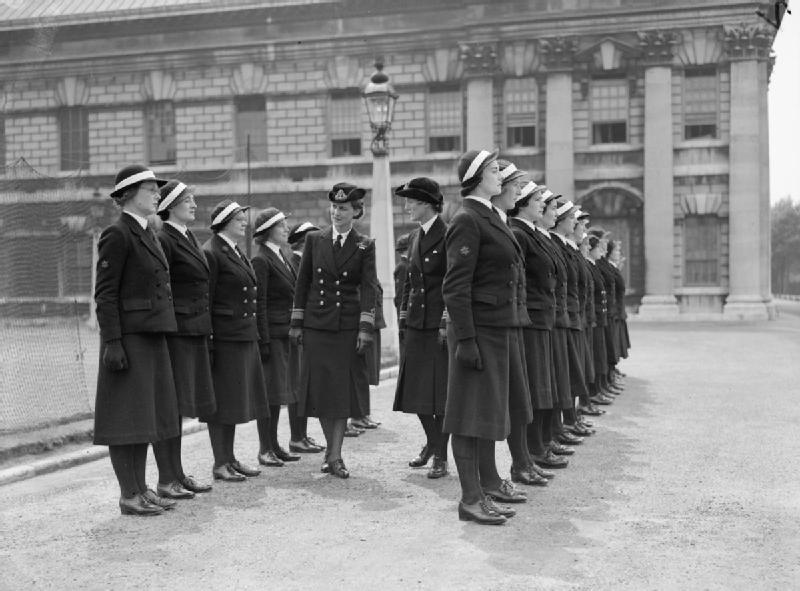
Marina inspeciona cadetes do curso de formação de oficiais do Serviço Auxiliar Naval Feminino durante a Segunda Guerra Mundial

Durante a Segunda Guerra Mundial, Marina completou um curso de enfermagem de três meses sob o pseudônimo de Irmã Kay e foi matriculada na reserva de enfermeiras civis. Numerosas organizações foram nomeadas em homenagem a Marina: Princess Marina College em Arborfield, Berkshire; Princess Marina House em Rustington; Hospital Princess Marina em Upton, Northamptonshire; Hospital Princess Marina em Gaborone, Botsuana; Sports complex Princess Marina em Rickmansworth, Hertfordshire.; Hospital Duchess of Kent em Sandakan, Malásia.
Em 1947, um dos principais acontecimentos do ano foi o casamento de Isabel II do Reino Unido e Filipe Mountbatten, que era primo de Marina. Marina foi uma das pessoas que assinaram a certidão de casamento dos noivos após a cerimônia, e seu filho Miguel, de 5 anos, foi um dos dois pajens do casamento real.
Em junho de 1952, a duquesa lançou a pedra fundamental de uma nova igreja em St Mark's, Bromley, no local de uma igreja destruída pela Segunda Guerra. Nesse mesmo ano, a princesa percorreu o Extremo Oriente, visitando Ceilão, Malásia, Bornéu e Hong Kong.

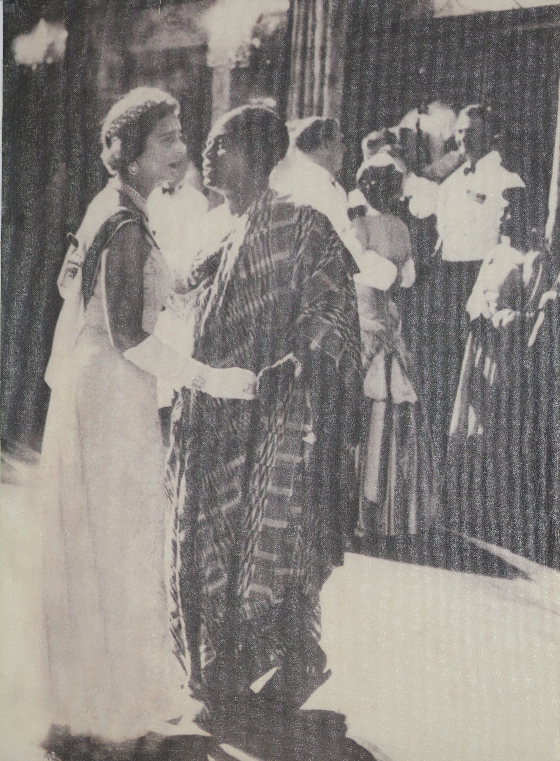
Marina dançando com o Presidente de Gana Kwame Nkrumah

Em março de 1957, a duquesa de Kent representou a rainha nas celebrações do Dia da Independência em Gana. Cinquenta anos depois, nas comemorações do Cinquentenário da Independência, a rainha foi representada pelo filho de Marina, Eduardo, Duque de Kent. Um pouco mais tarde, a princesa visitou o México, a África do Sul e a Austrália. Em setembro de 1966, Marina representou a rainha nas celebrações do Dia da Independência de Botswana. Durante todas as suas viagens, Marina mostrou-se uma diplomata de sucesso.

### Morte
Sua Alteza Real a Princesa Marina, Duquesa de Kent, morreu no Palácio de Kensington em 27 de agosto de 1968  aos 61 anos de um tumor cerebral inoperável. O funeral da princesa aconteceu na Capela de São Jorge do Castelo de Windsor no dia 30 de agosto; a cerimónia contou com a presença da rainha Isabel II, da Rainha-Mãe, do rei Constantino II da Grécia com sua esposa e mãe, da rainha Helena da Romênia, e do ex-rei Humberto II da Itália. Marina foi enterrada ao lado do marido no cemitério real de Frogmore. O funeral da duquesa foi o último evento oficial com a presença de seu cunhado, o Duque de Windsor, ex-rei Eduardo VIII.
Após a morte de Marina, sua tiara de diamantes e pérolas que ela usou na coroação de Isabel II foi herdado pela esposa do seu filho Miguel, a princesa de Kent.

## Representações culturais
- A banda de rock The Kinks gravou a composição She's Bought a Hat Like Princess Marina para seu álbum Arthur (Or the Decline and Fall of the British Empire) (1969).[34] A canção foi escrita por Ray Davies e satiriza a classe trabalhadora que tenta emular comportamentos da elite, como comprar chapéus caros de Marina.[34]
- Em 2017, Clare Holman interpretou Marina no final da segunda temporada de The Crown.

## Títulos, estilos, honras e brasões

### Títulos e estilos
- 13 de dezembro de 1906 — 29 de novembro de 1934: "Sua Alteza Real, a Princesa Marina da Grécia e Dinamarca"[35]
- 29 de novembro de 1934 — 8 de junho de 1961: "Sua Alteza Real, a Duquesa de Kent"[36]
- 8 de junho de 1961 — 27 de agosto de 1968: "Sua Alteza Real, a Princesa Marina, Duquesa de Kent"[37]

### Honras

#### Commonwealth
- GCStJ: Dama Grã-Cruz da São João de Jerusalém, 1935[38]
- CI:  da Ordem da Coroa da Índia, 1937[39]
- GBE: Dama Grã-Cruz da Ordem do Império Britânico, 1937
- GCVO: Dama Grã-Cruz da Real Ordem Vitoriana, 1948[40]
- Ordem da Família Real do Rei Jorge V[41]
- Ordem da Família Real do Rei Jorge VI[42]
- Ordem da Família Real da Rainha Isabel II[41]

#### Estrangeiras
- Grande Decoração de Honra por Serviços à República da Áustria[43]
- Dama Grã-Cruz da Ordem de Santa da Catarina[44]

#### Honorárias

##### Canadá
- Coronel em chefe, The Essex and Kent Scottish (1942-1968)[45]

##### Reino Unido
- Coronel em chefe, The Queen's Own Royal West Kent Regiment[46][47]
- Coronel em chefe, Royal Electrical and Mechanical Engineers[48][49]
- Coronel honorário, Buckinghamshire Battalion, The Oxfordshire and Buckinghamshire Light Infantry[50]
- Coronel honorário, Buckinghamshire Regiment, RA[51]
- Comandante em chefe, Women's Royal Naval Service (1951-1968)[52]

### Brasões
| Brasão de Marina como Duquesa de Kent | Brasão alternativo de Marina como Duquesa de Kent | Monograma real de Marina |